# かおす寒鰤屋
『かおす寒鰤屋』（かおすかんぶりや）は、大河原遁による日本の漫画。『週刊少年ジャンプ』（集英社）において、1995年51号から1996年9号まで連載された。各話のカウントは「お宝n」。

## 概要
骨董をテーマにしており、一話完結形式で毎回異なる骨董品が登場し、骨董に関する豆知識を紹介する場面も設けられている。作者の大河原も単行本で、「藤子不二雄先生やつげ義春先生が骨董を題材とした作品を発表されたのを見て、いつか自分もやってみたいという試案があった」と述べている。

## あらすじ
東京郊外某所に、明治から続く骨董屋・寒鰤屋があった。寒鰤屋の店主・倉本駆馬のもとには、骨董品にまつわる様々な依頼がやって来る。その依頼を受けた駆馬は、その度にトラブルに巻き込まれるのだった。

## 登場人物
倉本駆馬（くらもと かるま）
骨董店「寒鰤屋」6代目店主の青年。背中と襟に「寒鰤屋」の屋号を設えた法被を羽織っていることが多い。落ち着きがあり飄々としているが、一方で非道な行いを見過ごさず、義理人情に厚い。骨董商としての能力も高く、職業に哲学と誇りを持っており、周囲の評価も高い。倉本家は公儀隠密の一族であり、駆馬もその家伝を受け継いでいる。上泉神陰流という流派の体術を修めており、争いの際にはその技を披露する。
水島大魚（みずしま たいぎょ）
旧知の長蛇を頼って唐津から東京にやって来た絵唐津職人の少年。唐津焼の窯元を実家に持ち、絵唐津職人としての才能も高い。その才能から裏社会の贋作工房に目を付けられて協力を求められたが拒絶し、周囲に飛び火することを恐れて学校を辞めて上京する。長蛇からは寒鰤屋への住み込みを勧められるが、肝心の駆馬への連絡を怠り初対面では行き違いがあった。家事をこなしつつ作陶を続けることになる。琉球古武術の使い手でもある。
駆馬との掛け合いは後の作品にも現われている。
森山長蛇（もりやま ちょうだ）
仏師の男性。作務衣を着用し、左目に刀の鐔を眼帯として当てている。駆馬達からは「長さん」と呼ばれる。元々は山奥の寺で仏像を彫りながら日々を過ごしていたが、製作物に対する無責任や当時出入りしていた美術商の質の悪さを駆馬に指摘され、その後上京する。以後は駆馬達と友人として交流を続けている。行動が浮世離れしており、駆馬にトラブルを持ち込むこともしばしばある。身体能力が非常に高い。
陵希鈴（みささぎ きりん）
ハタ師志願の少女。京都周辺に本家を持つ名家の令嬢だが、性格は男勝りである。髪型はポニーテール。家のしがらみが嫌で逃げ出して上京した。ハタ師としての鑑定眼はまだ未熟であり、仕入れてきた商品はほとんど売れていない。自身の家に代々伝わる楠木流忍術の使い手でもある。初登場時、ガラクタばかりの中で自身が穿いていたGパンが値打物と判明し、それを賭けて駆馬と勝負するも、それが原因でGパンを脱いでパンツを見せている。
倉本韻雅（くらもと いんが）
駆馬の父。眼鏡を着用して口髭を生やし、常にサファリ服の姿で現れる。店を息子に任せて考古学者として夫婦で世界中の遺跡を飛び回っている。骨董や財宝に対する執着が激しく、採掘品の持ち出しや、いわくつきの骨董の持ち込みなどで度々問題を起こしている。息子を振り回す迷惑な親だが、彼自身も父親（駆馬の祖父）の骨董集めの旅に付き合わされる過程で各地の権力者（筋者含む）を敵に回す行為に巻き込まれている。
下垣虎雄（しもがき とらお）
建設会社の御曹司で、高級品のコレクターでもある。もっとも、本人に大した審美眼がある訳ではなく、骨董も「値段でしか価値を見いだせない俗物」で、自分にとって無価値な物はぞんざいに扱うため駆馬は商売の相手とは認識していない。
人格は非常に横暴で、駆馬は「下垣のバカ旦那」と呼んでいる。女性に惚れやすく、惚れた女は相手の意思を無視してでも手に入れたいという恋愛感覚を持っている。
桃井（ももい）、栗田（くりた）、柿本（かきもと）
黒服にサングラスの服装で下垣に付き従う護衛3人組。空手の有段者で、実は全員大学生。普段は雇い主の下垣に唯々諾々と従っているが、学業を優先して休みを取ることもある。

## 注
1. ↑  長蛇の彫った仏像を二束三文（三～四万、精々10万）で買い上げ、「数百万」の値を付けて売っていた。当の長蛇も「食えるだけで十分」と頓着していなかった。

## サブタイトルと取扱骨董
1. グランドファーザークロック（17世紀半ば型長枠時計）
2. 楽ノンコウ（三代目樂吉左衛門・楽道入作、楽焼茶碗）
3. 旧十円金貨（ピエロ服 / 明治十年製十円金貨）
4. 一乗歳寒二雅図鐔（後藤一乗作、歳寒二雅図の鐔 / 仏像）
5. リーバイスS501XX（リーバイス社製、ビッグEタブおよびGuaranteed革パッチつきS501XX30年代モデル）
6. 絵唐津（水島大魚作、唐津焼）
7. 小野繁慶二尺四寸（小野繁慶作、二尺四寸の日本刀）
8. 若冲軍鶏図（伊藤若冲作、軍鶏図）
9. オーパーツ（バロウズ洞のオーパーツ）

## 読み切り版
1995年にジャンプ新人海賊杯のエントリー作品として『週刊少年ジャンプ』1995年34号に読み切り版が掲載され、同杯にて第3位入賞を果たした。単行本未収録作品。フランス人形に取り憑いた悪霊を退治するという内容である。

## 単行本
1. ISBN 4-0887-2081-4 / ISBN 978-4-0887-2081-4